# BABYWOLF
ベイビーウルフは、ニコニコチャンネル（ゲーム）内の人狼スリアロチャンネルから誕生した、人狼パフォーマンスユニットである。はなうさが講師をつとめ、ニコニコ生放送およびYouTubeで配信される「私立人狼アイドル学園」にレギュラー出演をしている。

## 略歴
2016年
- 9月19日、人狼アイドルプロジェクトオーディションを実施[2]。
- 10月14日、人狼スリアロチャンネルにて「私立人狼アイドル学園」1限目を配信[3]。
- 12月、浦野由衣が脱退[4]。

2017年
- 4月、姫沢サブリナが脱退。
- 5月6日、初のファン参加型イベント開催。
- 12月31日、井澤美香子、新平真里亜、鈴木みのりの3名が卒業[5]。

2018年
- 1月20日、2期生オーディション（実技）実施[6]。
- 2月23日、「私立人狼アイドル学園」15限目にて2期生加入。
- 6月30日、あゆみが卒業[7]。
- 9月15日、オリジナル曲のリリースが発表された。
- 9月30日、瑞生桜子が卒業[8]。
- 10月7日、「サムライロックオーケストラ東京公演」のオープニングアクトにて、HYBRID SENSEの作詞作曲によるオリジナル曲「私立人狼学園」が披露された。
- 12月2日、メンバーによるトークショーとミニゲーム「ベイビーウルフの時間だよ！」を開催（第1回出演メンバーは大條、月乃、白鳥）。

2019年
- 1月27日、実弾生活とのコラボイベントにてコントを披露。
- 3月9日、「ベイビーウルフ×柚木尚子 私立人狼学園発売記念 1st LIVE」と題して初のライブイベント開催。HYBRID SENSEの作詞作曲によるオリジナル曲第2弾「Horror"パジャマ"Party!!」が披露された。
- 4月27日、田中咲葉良が卒業[9]。
- 5月3日、「渋谷パラダイス2019」ハチ公前広場特設ステージにてフリーライブに出演。
- 5月18日-19日、ベイビーウルフ企画　狼×読 Vol.1と題して朗読劇を披露。
- 6月6日、JOYSOUNDうたスキミュージックボックスで「私立人狼学園」のカラオケ配信開始。
- 6月27日、「Horror"パジャマ"Party発売記念 2nd LIVE」開催。
- 8月8日、JOYSOUNDうたスキミュージックボックスで「Horror”パジャマ”Party!!」のカラオケ配信開始。
- 8月29日、「新曲お披露目！真夏の3rdLIVE」開催。HYBRID SENSEの作詞作曲によるオリジナル曲第3弾「宵の口まではないちもんめ」が披露された。
- 9月14日、NEXT IDOL GRANDPRIX 2019 決勝に進出（参加メンバー：河村、水池、三上、月乃、三条、木本、白鳥）。
- 10月14日、NEXT IDOL GRANDPRIX 2019 最終フェスに出場。
- 11月24日、「私立人狼アイドル学園」32限目にて3期生が紹介された。

2020年
- 3月26日、4th Live「My Story Goes On」開催。HYBRID SENSEの作詞作曲によるオリジナル曲第4弾「My Story Goes On」が披露された。
- 7月11日、チャンネルが人狼スリアロチャンネルからライアープリンセス人狼チャンネルに移行。
- 7月31日、水池愛香が卒業。
- 8月9日、YouTubeにて公式チャンネル「ベイビーウルフちゃんねる」を開設。
- 10月17日、古川洋平クイズ提供による「ベイビーウルフクイズ女王決定戦」が開催される。第一回優勝は白鳥晴菜。
- 12月24日、5th Live「Happy Merry Xmas」開催。同ライブにより「フェンリルfromベイビーウルフ」の始動が発表された。メンバーはリーダーに松原未季を据え、竹本茉莉、白鳥晴菜、アンナ、小山更紗、瀬戸ちゃこ、原田えりかの7名で構成される。佐々木恵梨作詞作曲によるオリジナル曲「Good night ララバイ」も披露された。

2021年
- 4月29日、古川洋平クイズ提供による「第二回 ベイビーウルフクイズ女王決定戦」が開催される。第二回優勝は尾崎礼香。
- 5月10日、三条彩夏が6月から活動を休止することを発表。
- 9月28日、6th Live「Mai Kawamura Graduation Live」開催。河村舞が卒業。
- 10月31日、大條瑞希が卒業。
- 11月28日、古川洋平クイズ提供による「第三回 ベイビーウルフクイズ女王決定戦」が開催される。第三回優勝は森川茉莉。
- 12月2日、フェンリルが1st Live「White Wolf」を開催。白戸佑輔作曲、佐々木恵梨作詞の新曲「Discussion & Love」も披露された。

2022年
- 1月10日、三条彩夏が卒業。
- 3月17日、小山更紗が休養することを発表。
- 3月29日、瀬戸、原田、白鳥、もっちゃん、森川の5名によるライブ「さくらさらさら　ちゃこっと腹が減っては　春ならもっとアイドル曲まつり」が開催。
- 3月31日、芸能界引退に伴い月乃帆風が卒業、瀬戸ちゃこが卒業。
- 4月24日、5月1日から「人狼アイドル」から「人狼パフォーマンスユニット」へとコンセプトを変更することを発表。
- 6月26日、「私立人狼アイドル学園」52限目にて4期生が紹介された。
- 9月9日、小山更紗が「私立人狼アイドル学園」55限目での復帰と2023年1月の卒業を発表。
- 11月19日、古川洋平クイズ提供による「第四回 ベイビーウルフクイズ女王決定戦」が開催される。第四回優勝は尾崎礼香。
- 12月20日、「あっかもっちゃんみきみき卒業ライブ　Lastドン勝!」開催。
- 12月31日、尾崎礼香、松原未季、もっちゃんが卒業。

2023年
- 1月31日、小山更紗が卒業。
- 2月23日、決め打ち進行プロジェクト発足。はなうさがスーパーバイザー兼人狼講師、しずぽんがプロデューサー兼メインマネージャー、森ちゃんがサブマネージャーに就任。
- 11月25日、古川洋平クイズ提供による「第五回 ベイビーウルフクイズ女王決定戦」が開催される。第五回優勝は森川茉莉。
- 12月31日、新城楽矢が卒業。

2024年
- 2月23日、決め打ち進行プロジェクト集大成のワンマンライブ開催。HYBRID SENSEの作詞作曲による新曲「3月の庭園」と「Believe me」が披露された。
- 2月29日、森川茉莉が卒業。
- 3月31日、小茅楓、ことりゆい、大矢瑞希が卒業。
- 4月28日、「私立人狼アイドル学園」74限目にて5期生が紹介された。
- 7月11日、「夏の重大発表」にて、田島春那のベイビーウルフ卒業と、マーダーミステリー専門とした姉妹グループ「ミステリーリリィ」（ミスリリ）の発足を発表。田島春那は卒業に伴い「ミステリーリリィ」へ移籍となる。
- 8月31日、田島春那が卒業。
- 11月25日、古川洋平クイズ提供による「第六回 ベイビーウルフクイズ女王決定戦」が開催される。第六回優勝は蒼井小鳥。
- 12月22日、「新曲お披露目ワンマンライブ」を開催。白戸佑輔作曲、磯崎健史作詞、HYBRID SENSE編曲の新曲「占い師だったらいいのに」が披露された。
- 12月31日、アンナが卒業。

2025年
- 1月24日、JOYSOUND配信チャレンジに参加。フルパワーで達成し、全6曲（「My Story Goes On」「Good night ララバイ」「Discussion&Love」「3月の庭園」「Believe me」「占い師だったらいいのに」）がカラオケJOYSOUNDに配信されることが決定した[10]。
- 2月28日、橋本彩花が卒業。
- 4月31日、山城なつみ、優月が卒業。
- 5月5日、「６期生お披露目イベント」で６期生が紹介され、朝比奈更紗が１年限定でメンバーに復帰した。
- 7月1日、６期生の追加新メンバーとして笠井虹来が発表された。

## メンバー
| 名前       | よみ           | ニックネーム | 生年月日               | 身長    | 血液型 | 出身地   | 加入期 | 趣味                                                                                     | 特技                                                                                  | 備考                                         |
| ---------- | -------------- | ------------ | ---------------------- | ------- | ------ | -------- | ------ | ---------------------------------------------------------------------------------------- | ------------------------------------------------------------------------------------- | -------------------------------------------- |
| 三上彩音   | みかみあやね   | みかみん     | 1994年11月10日（30歳） | 167.2cm | A型    | 東京都   | 1期    | 建物鑑賞、散歩、旅行、カメラ、麻雀、グルメ、ウインドウショッピング                       | ピアノ、バレエ、茶道(表千家)                                                          |                                              |
| 蒼井小鳥   | あおいことり   | とりちゃん   | 1998年3月8日（27歳）   | 159cm   | O型    | 埼玉県   | 2期    | 青い物探し、ギター、アニメ、ゲーム                                                       | タイピング、パズル、花札                                                              |                                              |
| 原田えりか | はらだえりか   | はらちゃん   | 2002年11月30日（22歳） | 156cm   | A型    | 千葉県   | 3期    | 映画鑑賞、アニメ鑑賞、人間観察                                                           | チューバ、歌                                                                          |                                              |
| 朝比奈更紗 | あさひなさらさ | さらさ       | 2002年10月18日（22歳） | 153cm   | B型    | 東京都   | 3期    | こけし鑑賞                                                                               | ピアノ、ダンス、（社交ダンス・ジャズダンス）、バレエ、アンパンマンの物まね            | 2023年1月卒業、2025年5月１年限定で復帰       |
| 清原日菜絵 | きよはらひなえ | ひなちゃん   | 1998年11月19日（26歳） | 158cm   | 不明   | 埼玉県   | 4期    | 歌うこと、踊ること                                                                       | 入間音頭、ズボンの紐を通す                                                            |                                              |
| 東雲めい   | しののめめい   | めいめい     | 2004年5月27日（21歳）  | 167cm   | A型    | 中国     | 4期    | コスプレ（「つゆり」名義で活動）                                                         | イラスト                                                                              |                                              |
| 加藤ゆり   | かとうゆり     | ゆりぃ       | 5月12日                |         | O型    | 北海道   | 5期    | うさぎモチーフのグッズ集め、映画・海外ドラマ鑑賞、お笑いライブに行くこと、画像・動画編集 | 被服製作、お菓子作り、踊ってみた動画を見て振りコピをする                              | 女優×アイドルの二面性グループ「idoress」所属 |
| 若芭茉生   | わかばまお     | わかちゃん   | 2001年10月8日（23歳）  | 149cm   | O型    | 兵庫県   | 5期    | 映画鑑賞、ゲーム、ポストカード集め、スキー                                               | どこでも寝れる、指相撲                                                                |                                              |
| 山内茉莉花 | やまうちまりか | まりも       | 2004年12月3日（20歳）  |         | O型    | 東京都   | 5期    | ギター、ドラム                                                                           | アニメを観る、ゲームをする、漫画を読む                                                |                                              |
| 八束くるみ | やつかくるみ   | くるみん     | 2002年7月14日（23歳）  | 159cm   | O型    | 兵庫県   | 5期    | 歌、ダンス、ゾンビ映画鑑賞                                                               | ダンス全般                                                                            |                                              |
| 工藤ひなき | くどうひなき   | ひなき       | 2000年2月15日（25歳）  | 159cm   | O型    | 神奈川県 | 5期    | 読書、マンガ収集、抹茶スイーツ集め、手芸、音楽（クラシック・ボカロ）                     | 心理学、クラシックバレエ、アニメ、小説、柔軟体操、速読                                | 元A応P                                       |
| 山岡詩奈   | やまおかうたな | うた         | 2007年6月17日（18歳）  | 154cm   | O型    | 東京都   | 6期    | アニメ・ドラマ鑑賞（仮面ライダー・戦隊モノ大好き）、歌舞伎や相撲                         | 篠笛、剣道、お腹をうねうねさせること                                                  | アイドルユニット「Prhythm」所属              |
| 福森小町   | ふくもりこまち | こまち       | 2001年11月15日（23歳） | 172cm   | B型    |          | 6期    | ゲームとゲーム実況（好きなゲームはvalorant）、猫が好き                                   |                                                                                       |                                              |
| 来栖まりあ | くるすまりあ   | まりあ       | 2001年7月11日（24歳）  |         | A型    | 福岡県   | 6期    | 読書、映画鑑賞                                                                           | ピアノ、バレエ                                                                        |                                              |
| 中井佑果   | なかいゆうか   | ゆうちゃん   | 2005年7月17日（20歳）  | 164cm   | O型    | 千葉県   | 6期    | 哲学、美術、世界史、ホラー、読書、お笑い、イラスト、水泳、音楽鑑賞、映画鑑賞             | 水泳(ブレストストローク)、ダンス、マッサージ、一輪車、絵を描く                        |                                              |
| 白鳥舞夢   | しらとりまゆ   | まゆ         | 2008年7月23日（17歳）  |         | A型    |          | 6期    | スキンケア                                                                               | メイク、フラダンス                                                                    |                                              |
| 笠井虹来   | かさいにこ     | にこ         | 2004年6月5日（21歳）   |         |        |          | 6期    | スイーツ作り、パンを焼く                                                                 | 早押しクイズ（東大王クイズ甲子園2021優勝、2022準優勝/第42回高校生クイズベスト6,など） |                                              |

## 元メンバー
| 名前         | よみ             | ニックネーム | 生年月日               | 身長      | 血液型 | 出身地   | 加入期 | 趣味                                                               | 特技                                                   | 最終在籍日     | 備考                                     |
| ------------ | ---------------- | ------------ | ---------------------- | --------- | ------ | -------- | ------ | ------------------------------------------------------------------ | ------------------------------------------------------ | -------------- | ---------------------------------------- |
| 浦野由衣     | うらのゆい       |              | 1995年3月10日（30歳）  | 167cm     |        | 兵庫県   | 1期    | ペット、料理                                                       | 水泳、バスケットボール、ダンス                         | 2016年12月     |                                          |
| 姫沢サブリナ | ひめざわさぶりな | サブちゃん   | 1994年12月7日（30歳）  | 170cm     | A型    | ドイツ   | 1期    |                                                                    |                                                        | 2017年4月28日  |                                          |
| 井澤美香子   | いざわみかこ     | みけちゃん   | 1994年9月6日（30歳）   | 159cm     | O型    | 埼玉県   | 1期    | ダンス、舞台鑑賞、猫と遊ぶ、さんぽ                                 | お菓子作り、イラスト、ダーツ、ダンス、狂言             | 2017年12月31日 |                                          |
| 新平真里亜   | しんひらまりあ   |              | 1998年7月21日（27歳）  | 155.5cm   | A型    | 三重県   | 1期    | ウォーキング、古着屋巡り                                           | 片寄り目                                               | 2017年12月31日 |                                          |
| 鈴木みのり   | すずきみのり     |              | 1998年7月25日（27歳）  | 163cm     | B型    | 熊本県   | 1期    | サッカー、天体観測                                                 | 食品成分分析、茶道                                     | 2017年12月31日 |                                          |
| あゆみ       | あゆみ           |              | 1993年2月3日（32歳）   | 155cm     | A型    | 大阪府   | 1期    | ナン屋さん巡り                                                     | 掃除                                                   | 2018年6月30日  |                                          |
| 瑞生桜子     | みずきさくらこ   |              | 1992年4月9日（33歳）   | 161cm     | B型    | 兵庫県   | 1期    | 映画鑑賞、舞台鑑賞                                                 | 日本舞踊、声楽、クラシックバレエ、ピアノ               | 2018年9月30日  |                                          |
| 田中咲葉良   | たなかさはら     | さぁちゃん   | 1997年2月9日（28歳）   | 166cm     | AB型   | 愛媛県   | 2期    | おいしいもの巡りの旅、 絵画鑑賞、温泉、音楽作り                    | スポーツ、バトン、電卓の早打ち                         | 2019年4月27日  |                                          |
| 水池愛香     | みずいけあいか   | うえぽん     | 1993年9月22日（31歳）  | 154cm     | AB型   | 兵庫県   | 1期    | お菓子作り、料理、身体研究、旅                                     | ロングブレス                                           | 2020年7月31日  |                                          |
| 河村舞       | かわむらまい     | まいまい     | 1991年10月28日（33歳） | 160cm     | A型    | 静岡県   | 1期    | まる◯、フレグランス集め、お菓子作り                                | 料理、琴、プログラミング                               | 2021年9月28日  |                                          |
| 大條瑞希     | おおえだみずき   | みずきち     | 1995年8月24日（29歳）  | 自称172cm | AB型   | 宮城県   | 1期    | 映画鑑賞、食べること、歩くこと、麻雀                               | 競歩、長距離走、和太鼓、英会話                         | 2021年10月31日 |                                          |
| 三条彩夏     | さんじょうあやか | あやっぺ     | 1994年8月3日（31歳）   | 160cm     | O型    | 群馬県   | 2期    | デパ地下巡り、おえかき、ドール、ディズニー、音楽ゲーム（デレステ） | 料理、おえかき、裁縫                                   | 2022年1月10日  |                                          |
| 月乃帆風     | つきのほのか     | ほのちゃん   | 1997年9月24日（27歳）  | 152cm     | A型    | 千葉県   | 1期    | 猫と遊ぶ、睡眠、麻雀、岩盤浴                                       | ドッジボール、畑仕事、筍掘り、ジャム作り               | 2022年3月31日  |                                          |
| 瀬戸ちゃこ   | せとちゃこ       |              | 2000年12月4日（24歳）  | 157cm     | 不明   | 東京都   | 3期    | ギター、絵を描くこと                                               | ダンス、柔軟                                           | 2022年3月31日  |                                          |
| もっちゃん   | もっちゃん       |              | 1994年6月19日（31歳）  | 152cm     | O型    | 熊本県   | 2期    | ダーツ                                                             | モスラについて話すこと、歌うこと                       | 2022年12月31日 |                                          |
| 尾崎礼香     | おざきあやか     | あっか       | 1990年6月6日（35歳）   | 167cm     | A型    | 大阪府   | 2期    | 漫画、アニメ、ゲームをすること、マッサージをしてもらうこと         | ダンス（バレエ14年、HIPHOP3年）、Y字バランス、なわとび | 2022年12月31日 |                                          |
| 松原未季     | まつばらみき     | みきみき     | 1994年9月14日（30歳）  | 150cm     | B型    | 愛知県   | 2期    | カラオケ、車の鑑賞                                                 | 歌、運転                                               | 2022年12月31日 | 元ヤンチャン学園音楽部                   |
| 新城楽矢     | あらきらや       |              | 2004年8月26日（20歳）  | 156cm     | O型    | 宮城県   | 4期    | アニメ鑑賞、漫画鑑賞、映画鑑賞                                     | 指を第一関節だけ曲げる                                 | 2023年12月31日 |                                          |
| 森川茉莉     | もりかわまつり   | 茉莉ちゃん   | 1994年1月31日（31歳）  | 160cm     | A型    | 京都府   | 1期    | 食べること、水泳                                                   | なんでも食べられること                                 | 2024年2月29日  |                                          |
| 小茅楓       | こがやかえで     | かえちゃん   | 2001年10月12日（23歳） | 154cm     | O型    | 東京都   | 4期    | 食べ歩き、カフェ巡り、ラーメン屋さん巡り                           | ストリートダンス                                       | 2024年3月31日  | 卒業後Cronne*へ加入                      |
| ことりゆい   | ことりゆい       | ゆいちゅん   | 2000年4月2日（25歳）   | 163cm     | A型    | 福井県   | 4期    | 二次元に関わること、手芸、ダンス、メイク                           | 百人一首の上の句を言われたら下の句を答えられます       | 2024年3月31日  | 元おむすび娘。                           |
| 大矢瑞希     | おおやみずき     | みぃちゃん   | 2000年6月22日（25歳）  | 160cm     | A型    | 奈良県   | 4期    | 映画鑑賞、読書、歌を歌うこと                                       | 料理、セルフネイル                                     | 2024年3月31日  |                                          |
| 田島春那     | たじまはるな     | おはる       | 2003年9月26日（21歳）  | 169cm     | O型    | 神奈川県 | 4期    | 弾き語り                                                           | ゆで卵を肘で割ること、左手の人差し指が手の甲につくこと | 2024年8月31日  | 元100℃の世界、卒業後himawari(船橋)へ加入 |
| アンナ       | あんな           | アンナ       | 2002年2月8日（23歳）   | 158cm     | A型    | 千葉県   | 3期    | 歌を歌うこと                                                       | 歌、太鼓、空手                                         | 2024年12月31日 |                                          |
| 橋本彩花     | はしもとあやか   | 彩花ちゃん   | 1995年8月20日（29歳）  | 156cm     | B型    | 千葉県   | 1期    | 映画鑑賞、アコースティックギターを弾くこと、走ること、絵を描くこと | ダンス、ウィンドミル、短距離走、太極拳                 | 2025年2月28日  |                                          |
| 山城なつみ   | やましろなつみ   | しろちゃん   | 2000年7月13日（25歳）  | 158cm     | A型    | 福岡県   | 4期    | 抹茶カフェ巡り、神社巡り、御朱印集め、古墳鑑賞、アクセサリー作り   | ダンス、カラーガード、コントラバス、エレキベースギター | 2025年4月30日  |                                          |
| 優月         | ゆづき           | ゆづ         | 2008年3月18日（17歳）  |           |        |          | 5期    |                                                                    | けん玉、テニス、料理                                   | 2025年4月30日  |                                          |

## 出演
''個人の活動については、それぞれの項を参照のこと。''

### インターネット番組
- 「私立人狼アイドル学園」（2016年10月14日 - 、ニコニコ生放送・Youtube）- 毎月1回不定期配信
- 「ベイビーウルフの時間だよ！」（2018年12月2日 - 、ニコニコ生放送・Youtube）- 不定期配信
- 「まいまいの私立人狼アイドル学園放課後！」（2020年7月19日 - 、ニコニコ生放送・Youtube）- 不定期配信
- 「コバゴーとベビウルのドキドキ麻雀部！」(2021年8月25日 -、Youtube）- 小林剛出演、毎月1回配信

### イベント
- ベイビーウルフ遠足（2017年5月6日 - 、大塚・スリアロβスタジオ他）- 「私立人狼アイドル学園」公開放送
- ベイビーウルフの時間だよ！（2018年12月2日 - 、大塚・スリアロβスタジオ）- メンバー数名によるトークショーとミニゲーム
- ベイビーウルフ×実弾生活 - コントと人狼ゲーム
  - Vol.1「人狼と人間関係」（2019年1月27日、大塚・スリアロβスタジオ）
  - Vol.2「人狼と人間関係2」（2019年7月28日、大塚・スリアロβスタジオ）
  - Vol.3「人狼と人間関係3」（2021年5月22日、大塚・スリアロβスタジオ）
  - Vol.4「二人芝居」（2022年8月13日、大塚・スリアロβスタジオ）
  - Vol.5「人狼と人間関係4」（2024年5月25日、大塚・スリアロβスタジオ）
  - Vol.6「人狼と人間関係5」（2025年9月20日、大塚・スリアロβスタジオ）
- ベイビーウルフ企画 狼×読 - 朗読劇と人狼ゲーム
  - Vol.1（2019年5月18日-19日、大塚・スリアロβスタジオ）
  - Vol.2（2019年12月15日-17日、大塚・スリアロβスタジオ）
- ベイビーウルフ×人狼TLPTO（オービット）- 人狼ゲームによる舞台
  - コラボイベント（2025年1月11日、大塚ドリームシアター）
  - コラボイベント２（2025年8月2日〜3日、大塚ドリームシアター）

### 音楽ライブ
（以下全ての音楽ライブに橋本彩花は参加せず）
- サムライ・ロック・オーケストラ東京公演（2018年10月7日、なかのZEROホール）- オープニングアクト出演
- ベイビーウルフ×柚木尚子 私立人狼学園発売記念 1st LIVE（2019年3月9日、TwinBox AKIHABARA）- ライブイベント
  - ガーネット ウルフ（赤）- 河村舞・三上彩音・尾崎礼香
  - サファイア ホーリネス（水色）- 白鳥晴菜・木本瑞紀・田中咲葉良
  - オレンジ ルナティック（オレンジ）- 竹本茉莉・大條瑞希・水池愛香
  - ピンキー ラバーズ（ピンク）- 月乃帆風・松原未季・三条彩夏
- 「渋谷パラダイス2019」（2019年5月3日、渋谷駅前ハチ公前広場特設ステージ）- フリーライブ出演
- ベイビーウルフ Horror”パジャマ”Party 発売記念 2nd LIVE（2019年6月27日、大塚Hearts Next）- ライブイベント
  - サファイア ウルフ（水色）- 大條瑞希・三上彩音・月乃帆風
  - ピンキー ルナティック（ピンク）- 竹本茉莉・松原未季・木本瑞紀
  - ガーネット ナイト（赤）- 三条彩夏・尾崎礼香・水池愛香
  - まいまいとりとり（紫）- 河村舞・白鳥晴菜
- ベイビーウルフ 新曲お披露目！真夏の3rd LIVE（2019年8月29日、大塚Hearts Next）- ライブイベント
  - パイレーツサマーウルフ（オレンジ）- 三上彩音・松原未季・三条彩夏
  - ほのとり（水色）- 白鳥晴菜・月乃帆風
  - 天才とまつりちゃん（ピンク）- 大條瑞希・竹本茉莉
  - ノーチェ（紫）- 河村舞・木本瑞紀
- 柚木尚子 すんこらいぶみに（仮）（2019年10月14日、代々木labo）- ゲスト
- NEXT IDOL GRANDPRIX 2019 最終フェス（2019年10月14日、渋谷ストリームホール）
- ベイビーウルフ 4th Live「My Story Goes On」（2020年3月26日、大塚Hearts next）- ライブイベント
  - Feeling（赤色）- 河村舞・木本瑞紀・アンナ
  - ものくろーむ（黒）- 月乃帆風・尾崎礼香・白鳥晴菜・瀬戸ちゃこ
  - 豆苗も好き。（ピンク）- 竹本茉莉・三上彩音・三条彩夏・小山更紗
  - Nature（オレンジ）- 水池愛香・松原未季・原田えりか
- ベイビーウルフ 5th Live「Happy Merry Xmas」（2020年12月24日、大塚Hearts Next）- ライブイベント
  - shine（赤）- 尾崎礼香・アンナ
  - Snow magic（水色）- 松原未季・白鳥晴菜
  - ちゃっぺみん（オレンジ）- 三上彩音・三条彩夏・瀬戸ちゃこ
  - 原が減っては舞はできぬ。（紫）- 河村舞・原田えりか
  - 甘噛み。（黄色）- 竹本茉莉・もっちゃん・小山更紗
- ベイビーウルフ 6th Live「Mai Kawamura Graduation Live」（2021年9月28日、大塚Hearts Next）- ライブイベント
  - セーラー服と、夏。（黄色）- アンナ・瀬戸ちゃこ・小山更紗・原田えりか
  - ことりうさぎ（水色）- 森川茉莉・三上彩音・白鳥晴菜
  - team@ぱぶじー（緑）- 尾崎礼香・もっちゃん・松原未季
- フェンリル 1st Live「White Wolf」（2021年12月2日、大塚Hearts Next）- ライブイベント
- さくらさらさら　ちゃこっと腹が減っては　春ならもっとアイドル曲まつり（2022年3月29日、大塚Hearts Next）- ライブイベント
- ベイビーウルフ　ワンマンライブ（2024年2月23日、P.A.R.M.S秋葉原）-「決め打ち進行プロジェクト」の集大成、ライブイベント
  - 森川茉莉・三上彩音・蒼井小鳥・アンナ・原田えりか・大矢瑞希・清原日菜絵・小茅楓・ことりゆい・田島春那・東雲めい

### カラオケ配信
- 「私立人狼学園」 （2019年6月6日配信開始、JOYSOUND）[15]
- 「Horror”パジャマ”Party!!」（2019年8月8日配信開始、JOYSOUND）[16]
- 「宵の口まで花いちもんめ」（JOYSOUND）[17]
- 「My Story Goes On」（2025年3月22日配信開始、JOYSOUND）[18]
- 「Good night ララバイ」（2025年3月10日配信開始、JOYSOUND）[19]
- 「Discussion&Love」（2025年3月10日配信開始、JOYSOUND）[20]
- 「3月の庭園」（2025年3月10日配信開始、JOYSOUND）[21]
- 「Believe me」（2025年3月10日配信開始、JOYSOUND）[22]
- 「占い師だったらいいのに」（2025年3月22日配信開始、JOYSOUND）[23]

## 作品
- DVD「私立人狼学園」（2019年3月）- PV、ベイビーウルフ×実弾生活「人狼と人間関係」夜の部を収録
- DVD「Horror”パジャマ”Party」（2019年6月）- PV、ベイビーウルフ 1st LIVE in TwinBox AKIHABARAを収録
- DVD「宵の口まではないちもんめ」（2020年3月）- MV